# 돌산로
돌산로는 전라남도 여수시 돌산읍과 대교동의 도로이다. 기점은 돌산읍 율림리의 율림 삼거리이고, 종점은 대교동(행정동) 남산동(법정동)이다. 도로명은 읍의 명칭을 딴 것이다.

## 도로 정보
도로명주소 안내시스템에는 다음과 같이 나와있다. 그러나 실제 길이는 약 36.75km 정도 된다.
- 전라남도 여수시 돌산로
- 기점: 돌산읍 율림리 426-2도
- 종점: 남산동 59-1도
- 고시일: 2009년 10월 13일
- 길이: 279m
- 도로명 부여사유: 지역 및 위치예측성을 고려

## 노선
| 이름              | 접속 노선                                        | 소재지 | 소재지 | 비고                   |
| ----------------- | ------------------------------------------------ | ------ | ------ | ---------------------- |
| 율림삼거리        | 향일암로                                         | 여수시 | 돌산읍 |                        |
| 신복 교차로       | 국도 제77호선 (돌산 ~ 화태간 도로)               | 여수시 | 돌산읍 | 국도 제17, 77호선 구간 |
| 동내 교차로       | 망월대길                                         | 여수시 | 돌산읍 | 국도 제17, 77호선 구간 |
| 고분재            |                                                  | 여수시 | 돌산읍 | 국도 제17, 77호선 구간 |
| 송시 교차로       | 평사로                                           | 여수시 | 돌산읍 | 국도 제17, 77호선 구간 |
| 서덕 교차로       | 승월길                                           | 여수시 | 돌산읍 | 국도 제17, 77호선 구간 |
| 서기 교차로       | 국도 제17호선 국도 제77호선 (돌산 ~ 우두간 도로) | 여수시 | 돌산읍 | 국도 제17, 77호선 구간 |
| 죽포삼거리        | 향일암로                                         | 여수시 | 돌산읍 |                        |
| (이름 없음)       | 국도 제17호선 국도 제77호선 (돌산 ~ 우두간 도로) | 여수시 | 돌산읍 | 국도 제17, 77호선 구간 |
| 둔전 교차로       | 둔전길 봉수길                                    | 여수시 | 돌산읍 | 국도 제17, 77호선 구간 |
| 돌산천1교 월암1교 |                                                  | 여수시 | 돌산읍 | 국도 제17, 77호선 구간 |
| 월암 교차로       | 월암길                                           | 여수시 | 돌산읍 | 국도 제17, 77호선 구간 |
| 도실 교차로       | 평사로                                           | 여수시 | 돌산읍 | 국도 제17, 77호선 구간 |
| (이름 없음)       | 국도 제17호선 국도 제77호선 (돌산 ~ 우두간 도로) | 여수시 | 돌산읍 | 국도 제17, 77호선 구간 |
| 무술목삼거리      | 계동로                                           | 여수시 | 돌산읍 |                        |
| 무술목 교차로     | 국도 제17호선 국도 제77호선 (돌산 ~ 우두간 도로) | 여수시 | 돌산읍 |                        |
| 굴전 교차로       | 안굴전길                                         | 여수시 | 돌산읍 | 국도 제17, 77호선 구간 |
| 진모 교차로       |                                                  | 여수시 | 돌산읍 | 국도 제17, 77호선 구간 |
| 상포 교차로       | 마상포길                                         | 여수시 | 돌산읍 | 국도 제17, 77호선 구간 |
| (이름 없음)       | 강남해안로                                       | 여수시 | 돌산읍 | 국도 제17, 77호선 구간 |
| 세구지삼거리      | 강남로                                           | 여수시 | 돌산읍 | 국도 제17, 77호선 구간 |
| 돌산 교차로       | 국도 제17호선 (엑스포대로)                       | 여수시 | 돌산읍 | 국도 제17, 77호선 구간 |
| 돌산대교 동단     | 진두해안길                                       | 여수시 | 돌산읍 | 국도 제77호선 구간     |
| 돌산대교          |                                                  | 여수시 | 돌산읍 | 국도 제77호선 구간     |
|                   | 대교동                                           | 여수시 |        | 국도 제77호선 구간     |
| 돌산대교 서단     | 국도 제77호선 (대교로) 남산로                    | 여수시 |        | 국도 제77호선 구간     |